# Jean Quirin de Mieszkowski
Jean Quirin de Mieszkowski   (Karczew, 30 de març de 1744 - Wassy, 27 de febrer de 1819) va ser un cavaller i oficial polonès en la Revolució Americana i en la Revolució Francesa.
El 1761 va servir als llancers polonesos de la Comunitat polonesa-lituana. El 1766, es va incorporar a la "Legió Huzarów Conflans" al servei del Regne de França com a cavaller hussar d'elit.

## Guerra Revolucionària

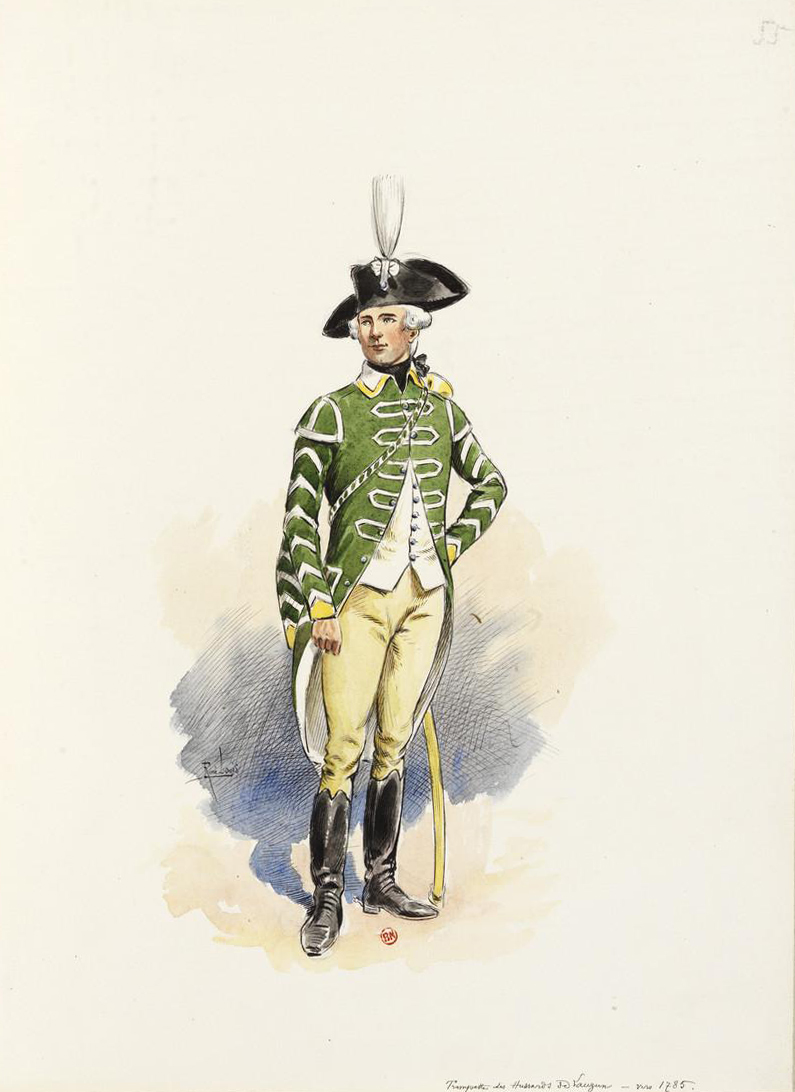
Trompeta dels Hussars de Lauzun vers el 1785

Des de 1780-1783 va participar en la Guerra Revolucionària com a capità de la segona esquadra de voluntaris dels exèrcits estrangers de la Marina de Duc de Lauzun, més tard coneguda com a Legió de Lazun. La legió va dedicar-se a diverses accions menors mentre assignava un servei de piquet per a l'exèrcit de Rochambeau estacionat a Newport, Rhode Island, després que s'incorporava a l'Expedició Particulière.
La Legió de Lazun va servir amb distinció durant el setge de Yorktown, ferint al famós oficial britànic Banastre Tarleton durant una escaramussa a Gloucester Point. Després de la batalla, la Legió va tenir la seva seu a Wilmington, Delaware, el 1782.

## Guerres Napoleòniques
Al final Mieskowski va tornar a França. Cap al 1792 havia estat ascendit al rang de mariscal a l'Exèrcit del Rin. L'abril de 1793 va participar en la Campanya italiana durant la Guerra de la Primera Coalició.
Uns mesos després va ser assignat, però com a rang inferior (general de brigada), com a comandant de la divisió Sables d'Olonne a l'exèrcit de la costa de La Rochelle. El 26 d'agost de 1793, la divisió sota el seu comandament va rebutjar l'atac de les vendeans comandat per François de Charette a La Roche-sur-Yon, però el 22 de setembre va ser encaminat a la batalla de Saint-Fulgent per forces comandades per Charette i Louis Marie de Lescure. Després de la derrota, Mieszkowski va ser suspès, i no va participar en la pacificació de Vendée. Es va retirar el 1795.